# Parque forestal Monte Orgegia
El parque forestal Monte Orgegia es un espacio natural situado al norte de la ciudad de Alicante (España). Inaugurado en marzo de 2006, fue la primera actuación del Plan de Bosques Metropolitanos para el siglo XXI en el término municipal de Alicante.

## Historia
El monte Orgegia se sitúa en el centro de lo que fue la huerta de Alicante. La desaparición de la agricultura tradicional, sustituida por una agricultura industrializada, unido al crecimiento urbano, hizo que la actividad agrícola de antaño fuera abandonada progresivamente. En 2006, se inauguró como parque forestal, siendo la primera actuación del Plan de Bosques Metropolitanos para el siglo XXI en el término municipal de Alicante.

## Características
El parque ocupa una superficie de 77 hectáreas y cuenta con 3 kilómetros de senderos o pistas, así como 2 miradores para contemplar el paisaje de la comarca de l’Alacantí y las montañas de la provincia. Para ayudar a la recuperación de la fauna se instalaron nidales, bebederos y majanos y, en cuanto a la conservación de la flora, se construyó un depósito de agua con un sistema de riego por goteo.

## Flora y fauna
La flora del parque incluye especies como el pino carrasco (Pinus halepensis), romero (Rosmarinus officinalis), tomillo (Thymus vulgaris), algarrobos (Ceratonia siliqua), olivos (Olea europaea) y almendros (Prunus dulcis). En cuanto a la fauna, se pueden observar aves como la lavandera blanca (Motacilla alba), el carbonero común (Parus major), el petirrojo (Erithacus rubecula), el verdecillo (Serinus serinus) y el mirlo (Turdus merula). También habitan mamíferos como el conejo de monte (Oryctolagus cuniculus), la liebre (Lepus granatensis), el ratón (Mus musculus) y el erizo (Erinaceus europaeus).

## Accesos y transporte
El parque es accesible mediante transporte público. Las líneas de autobús 13, 23 y 35 de Alicante tienen paradas cercanas al parque.